# 脂肪细胞生成

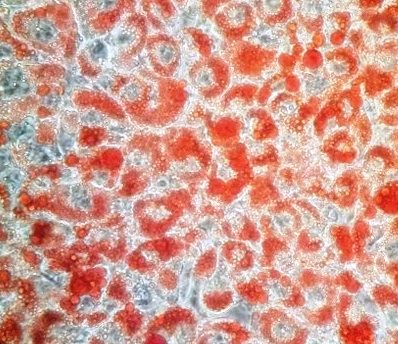
用油红O染色的分化脂肪细胞。

脂肪细胞生成（英语：Adipogenesis）是从干细胞形成的脂肪细胞。它涉及两个阶段，分化确定和终末分化。分化确定是间充质干细胞致力于脂肪细胞前体细胞，也称为前脂肪细胞，它们失去了分化为其他类型细胞如软骨细胞、肌细胞和成骨细胞的潜力。终末分化是前脂肪细胞分化成为成熟的脂肪细胞。脂肪细胞生成可以来自脂肪组织中的前脂肪细胞，也可以来自迁移到脂肪组织的源于骨髓的祖细胞。

## 简介
脂肪细胞在能量稳态中起着至关重要的作用，并在动物体内处理最大的能量储备，三酸甘油酯。脂肪细胞处于动态状态，当能量摄入高于消耗时它们会开始扩张，而当能量消耗高于摄入时它们会进行运动。这个过程中会受到反调节激素的高度调节，脂肪细胞是非常敏感的。激素如胰岛素会促进扩张，而反激素如肾上腺素、胰高血糖素和ACTH则会促进运动。脂肪细胞生成是一个严格调节的细胞分化过程，其中间充质干细胞致力于前脂肪细胞和前脂肪细胞分化成脂肪细胞。细胞分化是基因传达模式的改变，多能基因传达改变为细胞类型特异性基因传达。因此，转录因子对于脂肪细胞生成至关重要。过氧化物酶体增殖物活化受体γ（PPARγ）和CCAAT增强子结合蛋白（C/EBPs）是脂肪生成的主要的调节因子。与其他谱系的细胞相比，脂肪细胞的体外分化是真实的，并概括了体内分化的大部分特征。分化的脂肪细胞的主要特征是生长停滞、形态变化、脂肪生成基因的高表达和脂肪细胞因子的产生，如脂联素、瘦素、抵抗素（在老鼠中，而不是人类）和肿瘤坏死因子-α。

## 分化
体外分化研究使用了预先确定的前脂肪细胞谱系，例如3T3-L1和3T3-F442A细胞系，或从白色脂肪组织的基质血管部分分离的前脂肪细胞。体外分化是一个高度有序的过程。首先，增殖的前脂肪细胞通常会通过接触抑制来阻止生长。生长停滞会在最早的事件（包括前脂肪细胞从成纤维细胞形状到圆形的形态变化以及转录因子C/EBPβ和C/EBPδ的诱导）之后出现。生长停滞的第二阶段是两个关键转录因子PPARγ和C/EBPα的表达，它们促进赋予成熟脂肪细胞特征的基因表达。这些基因包括脂肪细胞蛋白（aP2）、胰岛素受体、磷酸甘油脱氢酶、脂肪酸合酶、乙酰辅酶A羧化酶、葡萄糖转运蛋白4型（Glut 4）等。通过这个过程，脂滴在脂肪细胞中积累。然而，前脂肪细胞细胞系难以分化成脂肪细胞。前脂肪细胞显示CD45- CD31- CD34+ CD29+ SCA1+ CD24+ 表面标志物可以在体内增殖和分化为脂肪细胞。

### 体外分化模型
| 细胞系                                                                           | 来源                                       | 分化协议                                 |
| -------------------------------------------------------------------------------- | ------------------------------------------ | ---------------------------------------- |
| 定型脂肪细胞Committed Pre-adipocytes                                             |                                            |                                          |
| 3T3-L1                                                                           | Swiss 3T3的亚克隆                          | FBS+I+D+M                                |
| 3T3-F442A                                                                        | Swiss 3T3的亚克隆                          | FBS+I                                    |
| Ob17                                                                             | C57BL/6J肥胖型老鼠附睾脂肪垫的分化脂肪细胞 | FBS+I+T3                                 |
| TA1                                                                              | C3H10T1/2的亚克隆                          | FBS+D+I                                  |
| 30A5                                                                             | C3H10T1/2的亚克隆                          | FBS+D+M+I                                |
| 1246                                                                             | CH3老鼠畸胎癌细胞系T984的成脂亚克隆        | D+M+I                                    |
| 非定型脂肪生成潜力Non-committed with adipogenic potential                        |                                            |                                          |
| NIH 3T3                                                                          | NIH瑞士老鼠胚胎细胞                        | PPAR-γ的异位表达，C/EBP-α或C/EBP-β+D+M+I |
| Swiss 3T3                                                                        | 瑞士老鼠胚胎细胞                           | C/EBP-α的异位表达                        |
| Balb/3T3                                                                         | Balb/c老鼠胚胎细胞                         | C/EBP-α的异位表达                        |
| C3H 10T1/2                                                                       | C3H小鼠胚胎细胞                            | PPAR-γ配体                               |
| Kusa 4b10                                                                        | 老鼠骨髓基质细胞系                         | FBS+I+D+M                                |
| C2C12                                                                            | C3H老鼠的大腿肌肉                          | 噻唑烷二酮类                             |
| G8                                                                               | 瑞士韦伯斯特老鼠胎儿的后肢肌肉             | PPAR-γ的异位表达+C/EBP-α+D+I             |
| FBS=胎牛血清，D=地塞米松，I=胰岛素，M=3-异丁基-1-甲基黄嘌呤，T3=三碘甲狀腺原氨酸 |                                            |                                          |

## 转录调控

### 过氧化物酶体增殖物活化受体γ（PPARγ）
PPARγ是核受体超家族的成员，是脂肪细胞生成的主要调节剂。PPARγ与维甲酸X受体（RXR）异二聚化，然后与DNA结合，从而激活下游基因的启动子。PPARγ诱导脂肪细胞特异性基因，包括脂肪细胞蛋白（aP2）、脂联素和磷酸烯醇丙酮酸羧化激酶（PEPCK）。PPARγ激活对成熟脂肪细胞特征的几个方面有影响，例如形态变化、脂质积累和胰岛素敏感性的获得。PPARγ是必要的并且足以促进脂肪细胞分化。PPARγ是胚胎干细胞（ES细胞）分化为脂肪细胞所必需的。PPARγ本身的表达足以在体外将成纤维细胞转化为脂肪细胞。其他促脂肪因子如C/EBPs和Kruppel样转录因子家族（KLFs）已被证明可诱导PPARγ启动子。此外，还需要PPARγ来维持表征成熟脂肪细胞的基因的表达。噻唑烷二酮类（TZDs）是一种抗糖尿病药物，在体外很好地使用了分化混合物，促进了PPARγ的活性。

### CCAAT增强子结合蛋白（C/EBPs）
C/EBPs，一种转录因子，是碱性亮氨酸拉链类的成员。环腺苷酸（cAMP）是脂肪细胞生成的诱导剂，可促进C/EBPβ和C/EBPδ的表达。在分化的早期阶段，C/EBPβ和C/EBPδ的mRNA和蛋白质水平的短暂增加被认为会激活脂肪生成转录因子PPARγ和C/EBPα。PPARγ和C/EBPα可以反馈诱导彼此及其下游基因的表达。C/EBPα在脂肪细胞的胰岛素敏感性中也起重要作用。然而，C/EBPγ抑制分化，这可能是由于C/EBPβ 失活所致。

### 转录级联
尽管PPARγ和C/EBPα是脂肪细胞生成的主要调节因子，但其他转录因子在分化进程中也起作用。脂肪细胞定向和分化因子1（ADD1）与甾醇调节元件结合蛋白1（SREBP1）可以通过产生内源性PPARγ配体激活PPARγ或直接促进PPARγ的表达。cAMP反应元件结合蛋白促进分化，而PPARγ和C/EBPα的激活也对负调节有反应。cAMP响应元件结合蛋白促进分化，而PPARγ和C/EBPα的激活也对负调节有反应。T细胞因子/淋巴增强因子家族（TCF/LEF）、GATA2/3、维甲酸受体α、和SMAD6/7不影响C/EBPβ和C/EBPδ但抑制PPARγ和C/EBPα的感应。

## 其他调控
内分泌系统的产物如胰岛素、IGF-1、环腺苷酸、糖皮质激素和三碘甲状腺原氨酸可有效诱导前脂肪细胞的脂肪细胞生成。

### 胰岛素和胰岛素样生长因子1（IGF1）
胰岛素通过胰岛素样生长因子1（IGF1）受体信号传导调节脂肪细胞生成。胰岛素或IGF1促进调节终末分化的诱导转录因子。

### Wnt信号通路
Wnt或β-连环蛋白信号通过促进间充质干细胞分化为肌细胞和骨细胞但阻断对脂肪细胞谱系的分化来抑制脂肪生成。Wnt或β-连环蛋白通过抑制PPARγ和C/EBPα的感应来抑制前脂肪细胞的分化。

### 骨塑型蛋白（BMPs）
骨塑型蛋白（BMPs）是转化生长因子β（TGFβ）超家族成员。BMPs可以刺激多能细胞的分化确定或是通过不同的受体异二聚提诱导成骨。BMPs还促进前脂肪细胞的分化。

### 衰老细胞
已显示皮下脂肪组织中的衰老脂肪祖细胞抑制脂肪形成分化。肥胖者的脂肪细胞生成减少是由于脂肪组织中的衰老细胞增加，而不是干细胞或祖细胞数量减少。